# Rick Monday
Robert James "Rick" Monday, Jr. (né le 20 novembre 1945 à Batesville, Arkansas, États-Unis) est un ancien voltigeur de centre des Ligues majeures de baseball. Il a joué de 1966 à 1984, principalement pour les Cubs de Chicago et les Dodgers de Los Angeles.
Monday est surtout connu pour avoir propulsé les Dodgers en Série mondiale avec un coup de circuit lors des séries éliminatoires de 1981, et pour être intervenu contre deux manifestants lors d'un match disputé au Dodger Stadium de Los Angeles en 1976.

## Carrière

### Débuts
Joueur étoile à l'Université Arizona State, Rick Monday fut sélectionné en première ronde par les Royals de Kansas City en 1965, devenant par le fait même le tout premier joueur choisi à la toute première draft des Ligues majeures de baseball.
Il fait ses débuts dans l'uniforme des Royals le 3 septembre 1966 et dispute toute la saison 1967 avec l'équipe. 
En 1968, il s'aligne avec les Athletics d'Oakland et participe pour la première fois au match des étoiles du baseball majeur. 
Après la saison 1969, sa deuxième à Oakland, il est échangé aux Cubs de Chicago contre le lanceur Ken Holtzman. Monday jouera cinq saisons avec les Cubs. Il y frappe plus de 20 circuits à trois reprises et y connaît ses meilleures saisons en 1975 (145 coups sûrs et 60 points produits) et en 1976 (32 circuits et 77 points produits).
Le 16 mai 1972, il cogne 3 circuits dans un gain de 8-1 des Cubs à Philadelphie.

### L'incident du drapeau
Le 25 avril 1976, Monday s'aligne avec les Cubs, qui visitent les Dodgers à Los Angeles. Deux individus, un homme de 36 ans du nom de William Thomas et son fils de 11 ans, sautent sur le terrain en milieu de 4e manche et entreprennent de brûler un drapeau des États-Unis au champ extérieur. Parti du champ centre, Rick Monday subtilisera aux manifestants le drapeau imbibé d'essence. 
Tommy Lasorda, alors instructeur au troisième but chez les Dodgers, se dirigeait aussi vers les individus. Sous les applaudissements de la foule, Monday retraitera vers l'avant-champ avec le drapeau en sa possession et le remettra au lanceur des Dodgers, Doug Rau, qui quittait l'abri au même moment. Les deux intrus seront escortés hors du terrain et le plus âgé sera plus tard condamné à 60 dollars d'amende.
Lorsque Monday se présenta au bâton pour les Cubs, plus tard dans le match, on pouvait lire sur le tableau indicateur au champ gauche du Dodger Stadium : « RICK MONDAY... YOU MADE A GREAT PLAY ».
Plus tard dans la saison, le drapeau en question fut remis à Monday lors d'une cérémonie au Wrigley Field de Chicago. Le drapeau fut hissé par le joueur à sa résidence de Vero Beach, en Floride, jusqu'à ce que le passage d'un ouragan l'endommage. Il est aujourd'hui dans un coffret de sûreté et Monday insiste pour refuser de le vendre aux collectionneurs.
Plus de 30 ans après l'incident, Monday fut honoré pour son geste,.

### Les séries éliminatoires de 1981
Après la saison 1977, Rick Monday fut échangé des Cubs de Chicago aux Dodgers de Los Angeles dans une transaction à plusieurs joueurs impliquant notamment le joueur de premier but Bill Buckner. Bien que ses statistiques déclinent légèrement avec sa nouvelle équipe, il connaît quand même du succès et est invité pour la seconde fois au match des étoiles, en 1978. Les Dodgers atteignent la Série mondiale en 1977 et 1978, mais s'inclinent à chaque fois devant les Yankees de New York.
En 1981, les Dodgers disputent la Série de championnat de la Ligue nationale contre les Expos de Montréal. Lors du 5e match et dernier de la série, à Montréal le 19 octobre, Monday frappe un simple en 5e manche et marque le point permettant à son équipe de créer l'égalité dans la rencontre, 1-1. Puis en 9e manche, il frappe un retentissant coup de circuit contre le lanceur Steve Rogers, procurant une victoire de 2-1 aux Dodgers, qui passent en Série mondiale.
Les partisans des Expos appellent encore aujourd'hui cette journée, de surcroît un lundi (Monday, en anglais), le Blue Monday.
Les Dodgers remporteront la Série mondiale 1981 en six parties, savourant un premier titre depuis 1965 et une première victoire en finale contre les Yankees depuis 1963.
Rick Monday a pris sa retraite de joueur après la saison 1984. En 1986 parties jouées, il a frappé 1619 coups sûrs pour une moyenne au bâton de ,264. Il totalise 241 circuits, 775 points produits et 950 points marqués.

## Après-carrière
En 1985, peu après avoir mis fin à sa carrière, Monday est devenu descripteur des matchs des Dodgers pour la télévision. De 1989 à 1992, il a été descripteur pour les parties des Padres de San Diego. 
À partir de 1993, il est retourné à Los Angeles pour couvrir les matchs des Dodgers, principalement dans un rôle d'analyste depuis 2005.